# Sky Replay
Sky Replay – brytyjska stacja telewizyjna, której właścicielem jest British Sky Broadcasting. Została uruchomiona 9 grudnia 2002 roku. Kanał ten dostępny jest w Wielkiej Brytanii i w Irlandii.
Jest dostępna na platformie cyfrowej Sky Digital na pozycji 107 oraz u operatorów telewizji kablowej Virgin Media na pozycji 122 i UPC Ireland na kanale 115.
Stacja ta posiada obecnie 0,4% udziałów (stan na marzec 2010).

## Programy
Sky2 emituje czasami programy, które nadają kanały Sky Travel i Sky Vegas. Wiele programów w tej stacji to programy Sci-Fi m.in. Futurama i Star Trek. 
Od 10 maja 2010 roku, od godziny 18:00 do 0:00, kanał ten służy też jako kanał z godzinnym opóźnieniem z ramówki Sky1. Rzecznik "Sky" jednak powiedział, że to tylko eksperyment.